# Richmond Bridge
De Richmond Bridge is de oudste, nog steeds in gebruik zijnde, brug in Australië. De brug ligt in de plaats Richmond (Tasmanië), over de Coal River. Deze boogbrug bestaat uit zes bogen waarvan de grootste 8,5 meter lang is.
De eerste steen werd gelegd op 11 december 1823. Twee jaar later, in 1825, werd de brug in gebruik genomen. De brug werd in 2005 opgenomen in de Australian National Heritage List.